# Banco Hipotecario del Uruguay (Bauwerk)

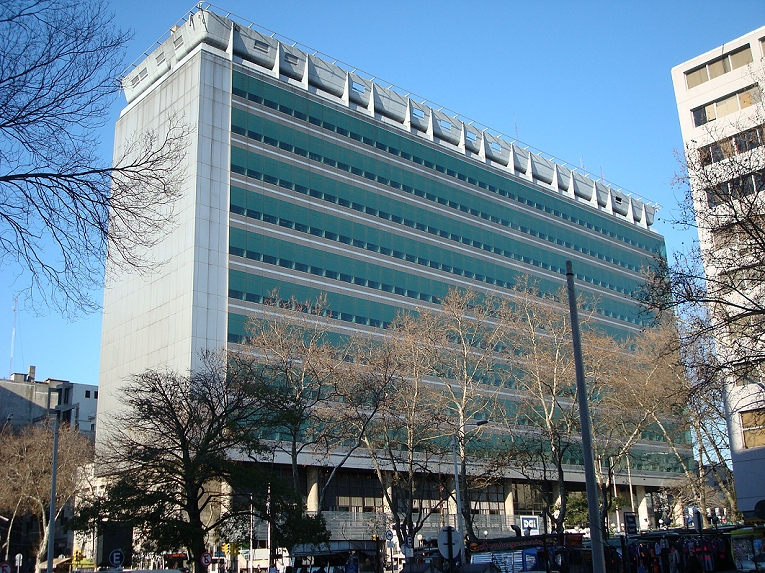
Banco Hipotecario del Uruguay

Die Banco Hipotecario del Uruguay ist ein Bauwerk in der uruguayischen Landeshauptstadt Montevideo.
Das infolge eines 1956 zu seiner Errichtung durchgeführten Wettbewerbes erbaute Gebäude befindet sich im Barrio Cordón an der Avenida Fernández Crespo 1500-1508, der Avenida 18 de Julio und der Calle Arenal Grande. Südlich gegenüberliegend der Kreuzung an der Avenida 18 de Julio befindet sich eingegrenzt durch den Cnel. Brandzen die Plazuela Silvestre Blanco. Als Architekten zeichneten E. Acosta, H. Brum, C. Careri und A. Stratta verantwortlich. In den Jahren 2003 bis 2006 fanden Fassadenarbeiten unter Leitung der Architekten F. Castro, A. Gervaz und D. Minetti statt. Im Gebäude sind der Sitz der am 24. März 1892 während der Präsidentschaft Julio Herrera y Obes’ gegründeten Banco Hipotecario del Uruguay (BHU) sowie Büros und Geschäfte untergebracht.